# Нива (Саратовская область)
Нива — посёлок в Питерском районе Саратовской области, административный центр сельского поселения Нивское муниципальное образование.
Население — 900 (2010)

## Физико-географическая характеристика
Посёлок расположен в Низком Заволжье, при небольшой балке, на высоте около 65 метров над уровнем моря. Рельеф местности равнинный, практически плоский, имеет незначительный уклон в южном направлении. Почвы каштановые солонцеватые и солончаковые.
По автомобильным дорогам расстояние до районного центра села Питерка — 33 км, до областного центра города Саратов — 250 км.
Климат
Климат континентальный (согласно классификации климатов Кёппена — Dfa)
Среднегодовая температура положительная и составляет + 6,6 °C, средняя температура самого холодного месяца января — 10,5 °C, самого жаркого месяца июля + 22,2 °C. Многолетняя норма осадков — 325 мм. В течение года осадки распределены примерно равномерно: наименьшее количество выпадает в феврале 16 мм, наибольшее в июне 38 мм.

## История
На карте Генштаба РККА 1941 года обозначен как хутор Славин.
Хутор С. Я. Славина значится в Списке населённых мест Самарской губернии 1910 года. Согласно Списку хутор значился в границах Малоузенской волости Новоузенского уезда Самарской губернии, на хуторе проживало 20 мужчин и 5 женщин.
На административной карте Саратовской области 1972 года отмечен как совхоз Малоузенский. В 1984 году посёлок центральной усадьбы совхоза «Новоузенский» переименован в посёлок Нива.

## Население
Динамика численности населения по годам:
| Годы      | 1910 | 1987 | 2002 |
| --------- | ---- | ---- | ---- |
| Население | 25   | ≈910 | 999  |

| 2002 | 2010 |
| ---- | ---- |
| 998  | ↘900 |

Национальный состав
Согласно результатам переписи 2002 года большинство населения составляли русские (47 %) и казахи (44 %).